# Tie-Snake
Tie-Snake (Tie Snake, Hoop-Snake, Hoop Snake, Ti'karenweh), Zmije kravate su mitološki vodeni duhovi uobičajeni u folkloru jugoistočnih plemena. Vežu se uz Muskogee kulturu, ali su prisutne i kod plemena Natchez, Juči, Hitchiti, Tuscarora, Chickasaw. Veličinom i oblikom su poput obične zmije, ali imaju golemu snagu i smrtonosni otrov. U pričama kod Creeka, zmije kravate živjele su pod vodom i bojali su ih se zbog njihove sposobnosti da uhvate ljude i odvuku ih pod vodu da se utope. U pričama drugih plemena, Kravataste zmije bile su kopnena čudovišta koja su brzo putovala grizući vlastiti rep i kotrljajući se poput obruča.
Na jeziku Muskogee nazivaju se estakwvnayv. Po vanjskom izgledu ne razlikuju se puno od bilo koje obične zmije. Obično su crne ili tamnoplave boje. U nekim legendama glava im je iskrivljena poput kljuna sokola. Nisu isto što i rogate zmije.
Zmije kravate također kontroliraju vodu. Jedan iskaz govori o zmiji koja priziva poplavu dovoljno veliku da preplavi cijeli grad. Nadalje, ova stvorenja često mjenjaju oblik. Prema nekim izvorima, ymija kravata je izvorno bila čovjek koji se transformirao u zmijoliko biće nakon što je jeo tabu hranu.
Najmoćnije kravate zmije su vješti krotitelji životinja, sposobne zapovijedati običnim zmijama da izvršavaju njihove naredbe. “Kralj kravatastih zmija” je gotovo božansko biće podzemlja koje tvrdi da poznaje “sve stvari pod zemljom”. Ova bi se figura mogla prikazati kako sjedi na prijestolju od zmija koje se uvijaju. On može biti i zastrašujući i zahtjevan, ali i voljan pomoći onima koji su toga vrijedni.